# Caecum marginatum
Caecum marginatum is een slakkensoort uit de familie van de Caecidae. De wetenschappelijke naam van de soort is voor het eerst geldig gepubliceerd in 1869 door de Folin.